# Motor asincron
Mașina asincronă (numită și motor asincron, deoarece funcționează în special în regim de motor) este o mașină electrică de curent alternativ care nu are conexiuni între stator și rotor, transferul de energie dintre aceste circuite realizându-se prin inducție electromagnetică.
Rotorul nu este conectat prin perii colectoare, ca la majoritatea mașinilor electrice rotative, și are forma unui sistem de bare dispuse cilindric („rotor în scurtcircuit” sau „colivie de veveriță”).
O altă caracteristică o constituie faptul că viteza de rotație este puțin diferită de pulsația câmpului magnetic învârtitor, de unde și denumirea de asincron.

## Regim de funcționare
O altă caracteristică a mașinii asincrone este faptul că poate funcționa fără nicio modificare în trei regimuri de funcționare:
- motor electric: realizează conversia energiei electrice (primită de la bornele înfășurării statorice) în energie mecanică transmisă la arborele mașinii de lucru acționate;
- generator electric: prin antrenarea mașinii din exterior la o turație suprasincronă, mașina transmite la rețeaua electrică, prin bornele statorului, putere activă;
- frână electromagnetică: mașina primește putere de la arbore și putere electrică activă de la bornele statorului pe care le transformă în căldură în circuitul rotorului, realizând frânarea mașinii de lucru acționate.

## Părți componente

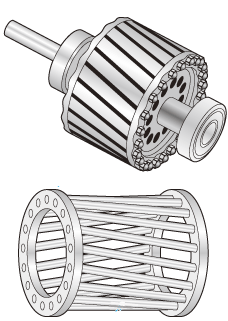
Rotor "colivie de veveriță"

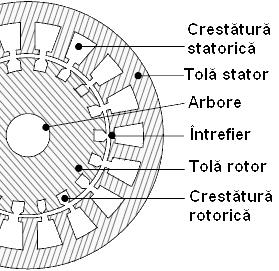
Aspectul miezului statorului și al rotorului

### Statorul
Statorul constituie partea fixă a mașinii electrice, joacă rolul de inductor și se compune din:
- carcasa
- circuitul electric (înfășurarea statorului)
- circuitul magnetic.

Carcasa se execută din oțel, fontă sau aluminiu și este prevăzută cu nervuri longitudinale pentru mărirea suprafeței de răcire prin radiație.
Circuitul magnetic al statorului se execută din tole de tablă silicoasă, izolate între ele și prevăzute cu crestături dispuse radial.

### Rotorul
rotorul este partea mobilă a motorului asincron și joacă rolul de indus, fiind alcătuit din:
- arborele mașinii
- circuitul electric (înfășurarea rotorică)
- circuitul magnetic (miezul rotoric).

## Câmpul magnetic din întrefier
Inducția magnetică din întrefier are valoarea:
|  | {\displaystyle b(\alpha ,t)=B_{m}\cos \omega t\cos p\alpha ,} | {\displaystyle (1)} |

unde:
- {\displaystyle 2p=} numărul de poli ai circuitului magnetic al statorului;
- {\displaystyle \omega =} pulsația sursei de alimentare (de curent alternativ)
- {\displaystyle \alpha =} coordonata unghiulară a punctului considerat (măsurat din axa de simetrie a unui pol);
- {\displaystyle B_{m}=} valoarea maximă a inducției magnetice.

Câmpul magnetic dat de relația {\displaystyle (1)} se numește câmp magnetic alternativ heteropolar.
În cazul mașinii alimentate la un sistem trifazat, valorile instantanee ale curenților în cele trei faze sunt:
|                                                              | {\displaystyle i_{1}=I_{m}\cos \omega t} | {\displaystyle (2)} |
| {\displaystyle i_{2}=I_{m}\cos(\omega t-{\frac {2\pi }{3}})} |                                          | {\displaystyle (2)} |
| {\displaystyle i_{3}=I_{m}\cos(\omega t-{\frac {4\pi }{3}})} |                                          | {\displaystyle (2)} |

Valorile instantanee ale inducțiilor magnetice din întrefier:
| | {\displaystyle b_{1}(\alpha ,t)=B_{m}\cos \omega t\cos p\alpha } | {\displaystyle (3)} |
| {\displaystyle b_{2}(\alpha ,t)=B_{m}\cos(\omega t-{\frac {2\pi }{3}})\cos(p\alpha -{\frac {2\pi }{3}})} |                                                                  | {\displaystyle (3)} |
| {\displaystyle b_{3}(\alpha ,t)=B_{m}\cos(\omega t-{\frac {4\pi }{3}})\cos(p\alpha -{\frac {4\pi }{3}})} |                                                                  | {\displaystyle (3)} |

Inducția instantanee rezultantă:
|  | {\displaystyle b(\alpha ,t)=b_{1}+b_{2}+b_{3}={\frac {3}{2}}B_{max}\cos(\omega t-p\alpha ).} | {\displaystyle (4)} |

Deci amplitudinea inducției magnetice rezutante este constantă și este de 3/2 ori mai mare decât amplitudinea inducției magnetice corespunzătoare unei singure faze.
Așadar, vectorul inducție magnetică se rotește de-a lungul întrefierului într-un sens determinat de succesiunea fazelor.
Un astfel de câmp magnetic se numește câmp magnetic circular rotitor.